# La batalla de Midway
Midway, conocida en español como La batalla de Midway, es una película estadounidense de 1976 del género bélico, dirigida por Jack Smight, producida por Walter Mirisch y escrita por Donald S. Sanford. Está protagonizada por un gran elenco de actores como Charlton Heston, Henry Fonda, James Coburn, Glenn Ford, Hal Holbrook, Toshirō Mifune, Robert Mitchum, Cliff Robertson, Robert Wagner, James Shigeta, Pat Morita, Robert Ito y Christina Kokubo, entre otros.

## Argumento
La cinta narra la batalla de Midway, un punto de inflexión en la Segunda Guerra Mundial en el Pacífico. La Armada Imperial Japonesa se mantuvo invicta hasta ese momento, que superaba a las fuerzas navales estadounidenses por cuatro a uno.
Siguiendo dos hilos; uno centrado en el jefe estratega japonés, el almirante Isoroku Yamamoto (Toshirō Mifune), y el otro alrededor de dos personajes ficticios: el capitán Matt Garth (Charlton Heston) y su hijo, el alférez Thomas Garth (Edward Albert), ambos aviadores navales. Matt Garth es un oficial que está involucrado en varias fases de la planificación y ejecución de batalla de los Estados Unidos, mientras que Thomas Garth es un joven piloto involucrado en un romance con Haruko Sakura (Christina Kokubo), una hija de inmigrantes japoneses nacida en Estados Unidos que ha sido internada junto con sus padres. El capitán Garth hará todo lo posible para investigar los cargos contra los Sakura. Logra liberarlos, Haruko espera en el muelle cuando el joven malherido Garth es desembarcado del buque al final de la película, mientras que su padre, el capitán Garth, muere al final de la batalla cuando su avión se estrella.
Todo comienza con la incursión Doolittle hasta llegar a la batalla del Mar de Coral (sólo se menciona). Representa la creación de un complicado plan de batalla. Desconocido por los japoneses, la inteligencia estadounidense ha roto los códigos de cifrado navales japoneses y sospecha que la emboscada tendrá lugar en las islas Midway. Luego engañan a los japoneses para que lo confirmen. El almirante estadounidense Chester Nimitz (Henry Fonda) juega una apuesta desesperada enviando sus últimos portaaviones a Midway antes de que los japoneses establezcan su propia emboscada.

## Reparto
- Charlton Heston como Capitán Matthew Garth.
- Henry Fonda como Almirante Chester W. Nimitz
- Glenn Ford como Contraalmirante Raymond A. Spruance
- Robert Webber como Contraalmirante Frank J. Fletcher
- James Coburn como Capitán Vinton Maddox.
- Hal Holbrook como Comandante Joseph Rochefort.
- Robert Mitchum como Vicealmirante William F. Halsey, Jr.
- Cliff Robertson como Comandante Carl Jessop.
- Robert Wagner como Teniente Comandante Ernest L. Blake
- Ed Nelson como Contraalmirante Harry Pearson.
- Christina Kokubo como Haruko Sakura.
- Monte Markham como Comandante Max Leslie.
- Biff McGuire como Capitán Miles Browning.
- Christopher George como Teniente Comandante Clarence W. McClusky
- Dabney Coleman como Capitán Murray Arnold.
- Kevin Dobson como Alférez George H. Gay, Jr.
- Glenn Corbett como Teniente Comandante John C. Waldron
- Larry Pennell como Capitán Cyril Simard.
- Tom Selleck como Ayudante del Capitán Cyril Simard.
- Phillip R. Allen como Teniente Comandante John S. "Jimmy" Thach
- Toshirō Mifune como Almirante Isoroku Yamamoto.
- James Shigeta como Vicealmirante Chūichi Nagumo.
- Pat Morita como Contraalmirante Ryūnosuke Kusaka.
- John Fujioka como Contraalmirante Tamon Yamaguchi.
- Dale Ishimoto como Vicealmirante Boshirō Hosogaya.
- Conrad Yama como Vicealmirante Nobutake Kondō.
- Robert Ito como Comandante Minoru Genda.
- Seth Sakai como Capitán Kameto Kuroshima.
- Clyde Kusatsu como Comandante Yasuji Watanabe.
- Lloyd Kino como Capitán Taijirō Aoki.
- Yuki Shimoda como Capitán Tomeo Kaku.
- Sab Shimono como Teniente Jōichi Tomonaga.
- Kurt Grayson como Mayor Floyd "Red" Parks.
- Beeson Carroll como William E. Gallagher
- Steve Kanaly como Teniente Comandante Lance E. "Lem" Massey
- Kip Niven como Teniente Howard P. Ady "Strawberry 5"
- James Ingersol como "Strawberry 12".
- Erik Estrada como Alférez Ramos "Chili Bean".
- Gregory Walcott como Capitán Elliott Buckmaster.
- Edward Albert como Alférez Thomas Garth.